# Svjetski dan romskog jezika
Svjetski dan romskog jezika promiče romski jezik, kulturu i obrazovanje. Obilježava se svake godine 5. studenoga. Prvo obilježavanje praznika održano je 2009. godine u Zagrebu, Hrvatski sabor službeno ga je priznao 2012., a UNESCO je 2015. godine 5. studenoga proglasio Svjetskim danom romskog jezika. Od 2018. godine šesnaest država članica Vijeća Europe priznalo je romski jezik jezikom manjina u skladu s Europskom poveljom o regionalnim ili manjinskim jezicima.

## Povijest
Dana 5. studenoga 2008. u Zagrebu, prilikom predstavljanja prvog romsko-hrvatskog i hrvatsko-romskog rječnika političara i aktivista za romska prava Veljka Kajtazija, romski predstavnici iz cijelog svijeta i čanovi hrvatskog javnog života potpisali su povelju koja je 5. studenoga proglasila Danom romskog jezika u Republici Hrvatskoj. Potpisivanje povelje inicirali su i organizirali Veljko Kajtazi i Udruga za promicanje obrazovanja Roma u Republici Hrvatskoj "KALI SARA" (danas Savez Roma u Republici Hrvatskoj "KALI SARA"), a povelju je potpisalo oko 150 pojedinaca.
Iduće godine za vrijeme Svjetskog simpozija o romskom jeziku održanog od 3. do 5. studenoga 2009. u Zagrebu, Međunarodna romska unija (International Romani Union - IRU) i Udruga za promicanje obrazovanja Roma u Republici Hrvatskoj "KALI SARA" objavili su deklaraciju kojom su zatražili priznanje 5. studenoga kao Svjetskog dana romskog jezika u svim državama koje nastavaju Romi. Tom je prigodom prvi put službeno proslavljen Svjetski dan romskog jezika.

## Međunarodno prihvaćanje
Hrvatski sabor jednoglasno je (sa 122 glasa "za") prihvatio zahtjev svih svojih saborskih klubova da podrži međunarodnu inicijativu za ustanovljenje 5. studenoga Svjetskim danom romskog jezika na sjednici održanoj 25. svibnja 2012. Hrvatski sabor postao je tako prvi parlament na svijetu koji je službeno podržao tu inicijativu, pozivajući pritom i druge nacionalne parlamente, međunarodne institucije, organizacije i sve ljude dobre volje u svijetu da se pridruže inicijativi.
Na zahtjev Republike Hrvatske, UNESCO je 2015. godine 5. studenoga proglasio Svjetskim danom romskog jezika.